# Virey

Virey este o comună în departamentul Manche, Franța. În 1 ianuarie 2018 avea o populație de 1.009 de locuitori.